# إتش. رجا
إتش. رجا هو سياسي هندي، ولد في مايو 1957 في Melattur, Tamil Nadu ‏ في الهند. نشط حزبياً في حزب بهاراتيا جاناتا. وقد انتخب Member of the Tamil Nadu Legislative Assembly ‏.

## وصلات خارجية
- الموقع الرسمي